# Bad Blood Tour
Il Bad Blood Tour è il primo tour della band inglese Bastille, il quale prende il nome dall'album d'esordio della stessa, Bad Blood, pubblicato in concomitanza con le prime date del tour. Il primo show si è svolto alla O2 Academy2 di Liverpool il 28 febbraio 2013 per concludersi a Rochester il 24 ottobre 2014 nello stato di New York.
Nel tempo le varie fasi del tour hanno assunto diversi nomi, anche in merito alla pubblicazione della raccolta All This Bad Blood, a fine 2013, che contiene i brani dell'album e degli EP precedentemente pubblicati. La maggior parte dei concerti si è svolta tra Europa e Nord America, con alcuni show in Australia e Sudafrica. Vi hanno preso parte, come artisti di supporto, cantanti e gruppi sia emergenti che già affermati.

## Date
| Data                                                 | Città             | Paese            | Luogo                              | Supporto                               | Note     |
| ---------------------------------------------------- | ----------------- | ---------------- | ---------------------------------- | -------------------------------------- | -------- |
| Bad Blood Tour                                       |                   |                  |                                    |                                        |          |
| 28 febbraio 2013                                     | Liverpool         | Inghilterra      | O2 Academy 2                       | MSMR, The Ramona Flowers               | SOLD OUT |
| 1º marzo 2013                                        | Edimburgo         | Scozia           | Liquid Room                        | MSMR                                   | SOLD OUT |
| 2 marzo 2013                                         | Glasgow           | Scozia           | Oran Mor                           | MSMR                                   | SOLD OUT |
| 4 marzo 2013                                         | Preston           | Inghilterra      | 53 Degrees                         | MSMR                                   | SOLD OUT |
| 5 marzo 2013                                         | Manchester        | Inghilterra      | Academy 2                          | MSMR                                   | SOLD OUT |
| 7 marzo 2013                                         | Southampton       | Inghilterra      | University                         | MSMR                                   | SOLD OUT |
| 8 marzo 2013                                         | Norwich           | Inghilterra      | Waterfront                         | MSMR                                   | SOLD OUT |
| 9 marzo 2013                                         | Birmingham        | Inghilterra      | Library at HMV Institute           | MSMR                                   | SOLD OUT |
| 10 marzo 2013                                        | Leeds             | Inghilterra      | Stylus                             | MSMR                                   | SOLD OUT |
| 19 marzo 2013                                        | Sheffield         | Inghilterra      | Leadmill                           | To Kill A King                         | SOLD OUT |
| 21 marzo 2013                                        | Nottingham        | Inghilterra      | Rock City                          | To Kill A King                         | SOLD OUT |
| 22 marzo 2013                                        | Oxford            | Inghilterra      | O2 Academy                         | To Kill A King                         | SOLD OUT |
| 23 marzo 2013                                        | Cardiff           | Galles           | Solus                              | To Kill A King                         | SOLD OUT |
| 25 marzo 2013                                        | Brighton          | Inghilterra      | Concorde 2                         | To Kill A King                         | SOLD OUT |
| 27 marzo 2013                                        | Bristol           | Inghilterra      | O2 Academy                         | To Kill A King, The Ramona Flowers     | SOLD OUT |
| 28 marzo 2013                                        | Londra            | Inghilterra      | O2 Shepherd's Bush Empire          | To Kill A King, Ella Eyre              | SOLD OUT |
| 29 marzo 2013                                        | Londra            | Inghilterra      | O2 Shepherd's Bush Empire          | To Kill A King, The Ramona Flowers     | SOLD OUT |
| 2 aprile 2013                                        | Coventry          | Inghilterra      | Kabash                             | -                                      | SOLD OUT |
| The "Bad Blood" European Tour                        |                   |                  |                                    |                                        |          |
| 4 aprile 2013                                        | Dublino           | Irlanda          | Whelans                            | -                                      | SOLD OUT |
| 5 aprile 2013                                        | Dublino           | Irlanda          | Trinity Ball                       | -                                      | SOLD OUT |
| 6 aprile 2013                                        | Belfast           | Irlanda del Nord | Mandela Hall                       | -                                      | SOLD OUT |
| 17 aprile 2013                                       | Bruxelles         | Belgio           | AB Club                            | -                                      | SOLD OUT |
| 18 aprile 2013                                       | Amsterdam         | Paesi Bassi      | Paradiso                           | -                                      | SOLD OUT |
| 19 aprile 2013                                       | Colonia           | Germania         | Essigfabrik                        | -                                      | SOLD OUT |
| 21 aprile 2013                                       | Berlino           | Germania         | Festaal Kreuzberg                  | -                                      | SOLD OUT |
| 22 aprile 2013                                       | Monaco di Baviera | Germania         | Strom                              | -                                      | SOLD OUT |
| 23 aprile 2013                                       | Zurigo            | Svizzera         | Plaza                              | -                                      | SOLD OUT |
| 24 aprile 2013                                       | Zurigo            | Svizzera         | Mascotte                           | -                                      | SOLD OUT |
| 25 aprile 2013                                       | Parigi            | Francia          | Fleche d'Or                        | -                                      | SOLD OUT |
| Australia                                            |                   |                  |                                    |                                        |          |
| 14 agosto 2013                                       | Sydney            | Australia        | Metro Theater                      | Tigertown                              | -        |
| 16 agosto 2013                                       | Melbourne         | Australia        | Corner Hotel                       | Tigertown                              | -        |
| The "Bad Blood" North American Tour                  |                   |                  |                                    |                                        |          |
| 16 settembre 2013                                    | San Diego         | Stati Uniti      | House of Blues                     | Little Daylight, Nightmare and the Cat | -        |
| 18 settembre 2013                                    | Los Angeles       | Stati Uniti      | El Rey Theater                     | Little Daylight, Nightmare and the Cat | -        |
| 19 settembre 2013                                    | San Francisco     | Stati Uniti      | Great American Music Hall          | Little Daylight, Nightmare and the Cat | -        |
| 20 settembre 2013                                    | Portland          | Stati Uniti      | Doug Fir Lounge                    | Little Daylight, Nightmare and the Cat | -        |
| 21 settembre 2013                                    | Seattle           | Stati Uniti      | Tractor Tavern                     | Little Daylight, Nightmare and the Cat | -        |
| 23 settembre 2013                                    | Chicago           | Stati Uniti      | Lincoln Hall                       | Little Daylight, Nightmare and the Cat | -        |
| 25 settembre 2013                                    | Toronto           | Canada           | The Opera House                    | Little Daylight, Nightmare and the Cat | -        |
| 27 settembre 2013                                    | Brooklyn          | Stati Uniti      | Music Hall of Williamsburg         | Little Daylight, Nightmare and the Cat | -        |
| 28 settembre 2013                                    | Washington        | Stati Uniti      | 9:30 Club                          | Little Daylight, Nightmare and the Cat | -        |
| 29 settembre 2013                                    | Filadelfia        | Stati Uniti      | Union Transfer                     | Little Daylight, Nightmare and the Cat | -        |
| 30 settembre 2013                                    | New York          | Stati Uniti      | Bowery Ballroom                    | Little Daylight, Nightmare and the Cat | -        |
| Bad Blood Returns - Winter Tour                      |                   |                  |                                    |                                        |          |
| 7 ottobre 2013                                       | Bristol           | Inghilterra      | Colston Hall                       | To Kill a King, Bipolar Sunshine       | SOLD OUT |
| 8 ottobre 2013                                       | Yeovil            | Inghilterra      | Westlands                          | To Kill a King, Bipolar Sunshine       | SOLD OUT |
| 9 ottobre 2013                                       | Portsmouth        | Inghilterra      | Guildhall                          | To Kill a King, Bipolar Sunshine       | SOLD OUT |
| 10 ottobre 2013                                      | Norwich           | Inghilterra      | UEA                                | To Kill a King, Bipolar Sunshine       | SOLD OUT |
| 12 ottobre 2013                                      | Cambridge         | Inghilterra      | Corn Exchange                      | To Kill a King, Bipolar Sunshine       | SOLD OUT |
| 13 ottobre 2013                                      | Cardiff           | Galles           | Great Hall                         | To Kill a King, Bipolar Sunshine       | SOLD OUT |
| 15 ottobre 2013                                      | Londra            | Inghilterra      | O2 Academy Brixton                 | To Kill a King, Bipolar Sunshine       | SOLD OUT |
| 16 ottobre 2013                                      | Londra            | Inghilterra      | O2 Academy Brixton                 | Clean Bandit, Rag'N'Bone Man           | SOLD OUT |
| 17 ottobre 2013                                      | Leicester         | Inghilterra      | O2 Academy                         | To Kill a King, Bipolar Sunshine       | SOLD OUT |
| 21 ottobre 2013                                      | Leeds             | Inghilterra      | O2 Academy                         | Swisslips, Dan Croll                   | SOLD OUT |
| 22 ottobre 2013                                      | Manchester        | Inghilterra      | O2 Academy                         | Swisslips                              | SOLD OUT |
| 23 ottobre 2013                                      | Sheffield         | Inghilterra      | O2 Academy                         | Swisslips                              | SOLD OUT |
| 25 ottobre 2013                                      | Dublino           | Irlanda          | Olympia                            | Swisslips                              | SOLD OUT |
| 26 ottobre 2013                                      | Belfast           | Irlanda del Nord | Ulster Hall                        | -                                      | SOLD OUT |
| 28 ottobre 2013                                      | Inverness         | Scozia           | Ironworks                          | Swisslips, Dan Croll                   | SOLD OUT |
| 29 ottobre 2013                                      | Glasgow           | Scozia           | O2 Academy                         | Swisslips, Dan Croll                   | SOLD OUT |
| 30 ottobre 2013                                      | Edimburgo         | Scozia           | The Picturehouse                   | Swisslips, Dan Croll                   | SOLD OUT |
| 1º novembre 2013                                     | Newcastle         | Inghilterra      | O2 Academy                         | Clean Bandit, Rag'N'Bone Man           | SOLD OUT |
| 2 novembre 2013                                      | Nottingham        | Inghilterra      | Rock City                          | Clean Bandit, Rag'N'Bone Man           | SOLD OUT |
| 3 novembre 2013                                      | Birmingham        | Inghilterra      | O2 Academy                         | Clean Bandit, Rag'N'Bone Man           | SOLD OUT |
| 4 novembre 2013                                      | Southend-on-Sea   | Inghilterra      | Cliffs Pavillion                   | Clean Bandit, Rag'N'Bone Man           | SOLD OUT |
| Bad Blood Returns - European Winter Tour             |                   |                  |                                    |                                        |          |
| 11 novembre 2013                                     | Lussemburgo       | Lussemburgo      | Atelier                            | To Kill a King                         | -        |
| 12 novembre 2013                                     | Hannover          | Germania         | Herford X                          | To Kill a King                         | -        |
| 14 novembre 2013                                     | Copenaghen        | Danimarca        | Vega                               | To Kill a King                         | -        |
| 15 novembre 2013                                     | Oslo              | Norvegia         | John Dee                           | To Kill a King                         | -        |
| 16 novembre 2013                                     | Stoccolma         | Svezia           | Debaser Medis                      | To Kill a King                         | -        |
| 18 novembre 2013                                     | Amburgo           | Germania         | Docks                              | To Kill a King                         | -        |
| 19 novembre 2013                                     | Varsavia          | Polonia          | Stodola                            | To Kill a King                         | -        |
| 20 novembre 2013                                     | Praga             | Repubblica Ceca  | Roxy                               | To Kill a King                         | -        |
| 22 novembre 2013                                     | Monaco di Baviera | Germania         | Zenith                             | To Kill a King                         | -        |
| 23 novembre 2013                                     | Milano            | Italia           | Alcatraz                           | To Kill a King                         | -        |
| 24 novembre 2013                                     | Zurigo            | Svizzera         | X-Tra                              | To Kill a King                         | -        |
| 26 novembre 2013                                     | Parigi            | Francia          | Bataclan                           | To Kill a King                         | -        |
| 27 novembre 2013                                     | Bruxelles         | Belgio           | Ancienne Belgique                  | To Kill a King                         | -        |
| The Good, The Bad Blood, And the Ugly Tour           |                   |                  |                                    |                                        |          |
| 1º dicembre 2013                                     | Broomfield        | Stati Uniti      | 1st Bank Center                    | -                                      | SOLD OUT |
| 2 dicembre 2013                                      | Salt Lake City    | Stati Uniti      | The Complex                        | -                                      | -        |
| 7 dicembre 2013                                      | Oakland           | Stati Uniti      | Oracle Arena                       | -                                      | -        |
| 8 dicembre 2013                                      | Los Angeles       | Stati Uniti      | Shrine Auditorium                  | -                                      | -        |
| 9 dicembre 2013                                      | Portland          | Stati Uniti      | Crystal Ballroom                   | -                                      | SOLD OUT |
| 11 dicembre 2013                                     | Omaha             | Stati Uniti      | Sokol Auditorium                   | -                                      | -        |
| 12 dicembre 2013                                     | Milwaukee         | Stati Uniti      | Eagles Ballroom                    | -                                      | SOLD OUT |
| 13 dicembre 2013                                     | Saint Louis       | Stati Uniti      | The Pageant                        | -                                      | SOLD OUT |
| 14 dicembre 2013                                     | Kansas City       | Stati Uniti      | Arvest Bank Theater                | -                                      | SOLD OUT |
| 16 dicembre 2013                                     | Lansing           | Stati Uniti      | The Loft                           | -                                      | SOLD OUT |
| South Africa                                         |                   |                  |                                    |                                        |          |
| 8 gennaio 2014                                       | Città del Capo    | Sudafrica        | Kirstenbosch Gardens               | -                                      | SOLD OUT |
| 10 gennaio 2014                                      | Città del Capo    | Sudafrica        | Kirstenbosch Gardens               | -                                      | SOLD OUT |
| 11 gennaio 2014                                      | Johannesburg      | Sudafrica        | Emmarentia Dam                     | -                                      | -        |
| The Good, The Bad Blood, And the Ugly Tour           |                   |                  |                                    |                                        |          |
| 19 gennaio 2014                                      | Royal Oak         | Stati Uniti      | Music Theater                      | -                                      | -        |
| 20 gennaio 2014                                      | Boston            | Stati Uniti      | The Royale                         | -                                      | -        |
| 22 gennaio 2014                                      | New York          | Stati Uniti      | Webster Hall                       | -                                      | -        |
| Bad Blood Part III - United Kingdom                  |                   |                  |                                    |                                        |          |
| 27 febbraio 2014                                     | Edimburgo         | Scozia           | Corn Exchange                      | Angel Haze, Rag'N'Bone Man             | SOLD OUT |
| 28 febbraio 2014                                     | Manchester        | Inghilterra      | Apollo                             | Angel Haze, Rag'N'Bone Man             | SOLD OUT |
| 1º marzo 2014                                        | Manchester        | Inghilterra      | Apollo                             | Angel Haze, Rag'N'Bone Man             | SOLD OUT |
| 3 marzo 2014                                         | Plymouth          | Inghilterra      | Pavillions                         | Angel Haze, Brothers & Bones           | SOLD OUT |
| 4 marzo 2014                                         | Bournemouth       | Inghilterra      | BIC                                | Angel Haze, Brothers & Bones           | SOLD OUT |
| 6 marzo 2014                                         | Londra            | Inghilterra      | Alexandra Palace                   | Angel Haze, Rag'N'Bone Man             | SOLD OUT |
| Bad Blood Part III - Europe                          |                   |                  |                                    |                                        |          |
| 10 marzo 2014                                        | Parigi            | Francia          | Casino de Paris                    | Grizfolk                               | -        |
| 11 marzo 2014                                        | Anversa           | Belgio           | Lotto Arena                        | Grizfolk                               | -        |
| 12 marzo 2014                                        | Amsterdam         | Paesi Bassi      | Heineken Music Hall                | Grizfolk                               | -        |
| 14 marzo 2014                                        | Colonia           | Germania         | Palladium                          | Grizfolk                               | -        |
| 15 marzo 2014                                        | Oberhausen        | Germania         | Turbinenhalle                      | Grizfolk                               | -        |
| 16 marzo 2014                                        | Brema             | Germania         | Pier2                              | Grizfolk                               | -        |
| 18 marzo 2014                                        | Praga             | Repubblica Ceca  | Sasazu                             | Grizfolk                               | -        |
| 19 marzo 2014                                        | Lipsia            | Germania         | Haus Auensee                       | Grizfolk                               | -        |
| 20 marzo 2014                                        | Berlino           | Germania         | Columbiahalle                      | Grizfolk                               | -        |
| 22 marzo 2014                                        | Milano            | Italia           | Mediolanum Forum                   | Grizfolk                               | -        |
| 23 marzo 2014                                        | Losanna           | Svizzera         | Odyssée                            | Grizfolk                               | -        |
| All This Bad Blood Tour - North America              |                   |                  |                                    |                                        |          |
| 31 marzo 2014                                        | Chicago           | Stati Uniti      | Riviera Theater                    | To Kill a King                         | SOLD OUT |
| 1º aprile 2014                                       | Minneapolis       | Stati Uniti      | First Avenue                       | To Kill a King                         | SOLD OUT |
| 2 aprile 2014                                        | Winnipeg          | Stati Uniti      | Garrick Centre                     | To Kill a King                         | -        |
| 4 aprile 2014                                        | Calgary           | Canada           | Macewan Hall Ballroom              | To Kill a King                         | -        |
| 5 aprile 2014                                        | Edmonton          | Canada           | Union Hall                         | To Kill a King                         | SOLD OUT |
| 7 aprile 2014                                        | Vancouver         | Canada           | Commodore Ballroom                 | To Kill a King                         | SOLD OUT |
| 8 aprile 2014                                        | Seattle           | Stati Uniti      | Showbox Sodo                       | To Kill a King                         | SOLD OUT |
| 10 aprile 2014                                       | San Francisco     | Stati Uniti      | Warfield                           | To Kill a King                         | -        |
| 19 aprile 2014                                       | Las Vegas         | Stati Uniti      | House of Blues                     | To Kill a King                         | -        |
| 20 aprile 2014                                       | Phoenix           | Stati Uniti      | Marquee Theater                    | To Kill a King                         | -        |
| 23 aprile 2014                                       | Houston           | Stati Uniti      | House of Blues                     | To Kill a King                         | SOLD OUT |
| 25 aprile 2014                                       | Austin            | Stati Uniti      | Emo's                              | To Kill a King                         | SOLD OUT |
| 28 aprile 2014                                       | Nashville         | Stati Uniti      | Cannery Ballroom                   | To Kill a King                         | -        |
| 29 aprile 2014                                       | Atlanta           | Stati Uniti      | Buckhead Theater                   | To Kill a King                         | SOLD OUT |
| The Good, The Bad Blood, And the Ugly Tour - Part II |                   |                  |                                    |                                        |          |
| 13 maggio 2014                                       | Raleigh           | Stati Uniti      | The Ritz                           | Wolf Gang                              | SOLD OUT |
| 15 maggio 2014                                       | Miami Beach       | Stati Uniti      | jackie Gleason Theater             | Wolf Gang                              | SOLD OUT |
| 16 maggio 2014                                       | Orlando           | Stati Uniti      | House of Blues                     | Wolf Gang                              | SOLD OUT |
| 18 maggio 2014                                       | Gulf Shores       | Stati Uniti      | Hangout Beach Music & Art Festival | -                                      | SOLD OUT |
| 20 maggio 2014                                       | Charlotte         | Stati Uniti      | The Fillmore                       | Wolf Gang                              | SOLD OUT |
| 21 maggio 2014                                       | Richmond          | Stati Uniti      | The National                       | Wolf Gang                              | SOLD OUT |
| 27 maggio 2014                                       | Columbus          | Stati Uniti      | Newport Music Hall                 | Wolf Gang                              | SOLD OUT |
| 28 maggio 2014                                       | Cleveland         | Stati Uniti      | Masonic Temple                     | Wolf Gang                              | SOLD OUT |
| 30 maggio 2014                                       | Covington         | Stati Uniti      | Madison Theater                    | Wolf Gang                              | SOLD OUT |
| 31 maggio 2014                                       | Indianapolis      | Stati Uniti      | Old National Centre                | Wolf Gang                              | SOLD OUT |
| 1º giugno 2014                                       | Pittsburgh        | Stati Uniti      | Stage AE                           | Wolf Gang                              | SOLD OUT |
| 2 giugno 2014                                        | Clifton Park      | Stati Uniti      | Upstate Concert Hall               | Wolf Gang                              | SOLD OUT |
| Australia                                            |                   |                  |                                    |                                        |          |
| 13 giugno 2014                                       | Brisbane          | Australia        | Convention Centre                  | -                                      | -        |
| 14 giugno 2014                                       | Sydney            | Australia        | Horden Pavillion                   | -                                      | -        |
| 15 giugno 2014                                       | Melbourne         | Australia        | Festival Hall                      | -                                      | -        |
| 18 giugno 2014                                       | Perth             | Australia        | Challenge Stadium                  | -                                      | -        |
| Italy                                                |                   |                  |                                    |                                        |          |
| 25 luglio 2014                                       | Ferrara           | Italia           | Piazza Castello                    | George Ezra                            | -        |
| 26 luglio 2014                                       | Roma              | Italia           | Ippodromo delle Capannelle         | George Ezra                            | -        |
| 27 luglio 2014                                       | Udine             | Italia           | Piazza Castello                    | George Ezra                            | -        |
| "Bad Blood" The Last Stand                           |                   |                  |                                    |                                        |          |
| 7 ottobre 2014                                       | Filadelfia        | Stati Uniti      | Liacouras Center                   | Grizfolk                               | -        |
| 9 ottobre 2014                                       | New York          | Stati Uniti      | Radio City Music Hall              | Grizfolk                               | -        |
| 11 ottobre 2014                                      | Fairfax           | Stati Uniti      | Patriot Center                     | Grizfolk                               | -        |
| 13 ottobre 2014                                      | Boston            | Stati Uniti      | Agganis Arena                      | Grizfolk                               | -        |
| 14 ottobre 2014                                      | Montréal          | Canada           | Bell Centre                        | Grizfolk                               | -        |
| 15 ottobre 2014                                      | Toronto           | Canada           | Air Canada Centre                  | Grizfolk                               | -        |
| 17 ottobre 2014                                      | Cincinnati        | Stati Uniti      | US Bank Arena                      | Grizfolk                               | -        |
| 19 ottobre 2014                                      | Saint Paul        | Stati Uniti      | Roy Wilkins Auditorium             | Grizfolk                               | -        |
| 21 ottobre 2014                                      | Chicago           | Stati Uniti      | Aragon Ballroom                    | Grizfolk                               | -        |
| 23 ottobre 2014                                      | Detroit           | Stati Uniti      | Masonic Temple Theatre             | Grizfolk                               | -        |
| 24 ottobre 2014                                      | Rochester         | Stati Uniti      | Main Street Armory                 | Grizfolk                               | -        |